# Linker Vorhof

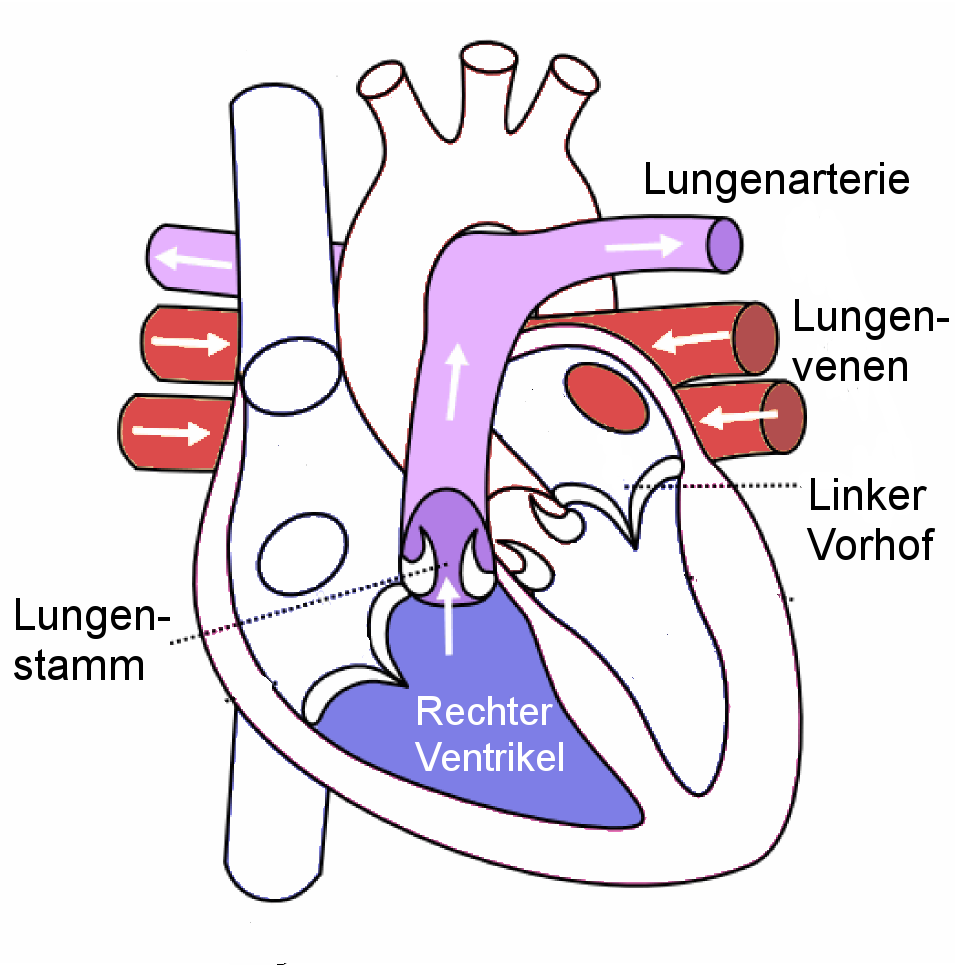
Schematische Darstellung der Hohlräume des Herzens sowie der zu- und abführenden Gefäße

Der linke Vorhof (Atrium sinistrum) ist einer der vier Hohlräume des Herzens der Landwirbeltiere. Er ist durch die Vorhofscheidewand (Septum interatriale) vom rechten Vorhof getrennt, die das verwachsene Foramen ovale enthält. In das Dach des linken Vorhofs münden die Lungenvenen (Venae pulmonales), beim Menschen im Regelfall vier. Sie führen das sauerstoffreiche Blut aus dem Lungenkreislauf zum Herzen. Die Innenwand ist durch zarte Kammmuskeln (Musculi pectinati) gekennzeichnet. Bauchwärts besitzt der linke Vorhof eine Aussackung, das linke Herzohr (Auricula sinistra). Vom Atrium sinistrum führt eine Öffnung, das Ostium atrioventriculare sinistrum, in die linke Herzkammer. Diese Öffnung besitzt eine Klappe, die Mitralklappe, welche verhindert, das Blut bei der Systole aus der linken Herzkammer in den linken Vorhof zurückströmt.
Der linke Vorhof entsteht entwicklungsgeschichtlich aus dem zunächst ungegliederten Herz, Cor commune. Durch die Bildung von Endokardpolstern wird zunächst der gemeinsame Vorhof (Atrium primitivum) von der Herzkammer (Ventriculus primitivus) getrennt. Der Vorhof wird dann durch eine sichelförmige Falte unterteilt, aus welchem sich das Septum primum entwickelt. Im Septum primum entstehen kleine Öffnungen, die sich zum Foramen secundum vereinigen. Rechts vom Septum primum entsteht eine zweite sichelförmige Falte, deren Öffnung als Foramen ovale bezeichnet wird und beim Foetus einen Großteils des Bluts des rechten Vorhofs in den linken Vorhof leitet und damit den Lungenkreislauf kurzschließt. Aus dem Septum primum entsteht die Klappe im Foramen ovale.